# Antonio Pacinotti (nave appoggio)
La Antonio Pacinotti fu una nave appoggio sommergibili della Regia Marina italiana; inizialmente costruita come nave mercantile con il nome di Città di Sassari, dopo essere stata varata il 20 aprile 1922 fu presa la decisione d'incorporarla nella Regia Marina. Il suo compito era quello di nave officina per l'assistenza ai sommergibili.

## Storia
Varata il 20 aprile 1922, i lavori di trasformazione iniziarono tra il 1924-25 presso il Cantiere navale di Castellammare di Stabia. Era gemella della Alessandro Volta, anch'essa poi riconvertita. 
Nave Pacinotti fu consegnata alla Regia Marina il 26 luglio 1925 ed entrò subito in servizio.
Nel 1927, al comando del capitano di fregata Guido Almagià, divenne la nave ammiraglia della neo costituita Divisione Sommergibili (Ammiraglio di divisione Gustavo Ponza di San Martino) stando di base a normalmente a Napoli.
Negli anni che seguirono svolse normale attività di squadra.
Nel 1940, fu sottoposta ad importanti lavori di trasformazione; il fumaiolo prodiero venne eliminato, e ne fu lasciato soltanto uno.
Alla data della proclamazione dell’armistizio dell’8 settembre 1943, si trovava di base alla Maddalena e riuscì, unitamente ad altre unità, a sfuggire alla cattura da parte delle truppe tedesche.
Al termine del conflitto, fu tra le navi rimaste alla Marina Militare e, dal 1949 al 1952, fu impiegata come Nave Appoggio e Officina per tutte le Unità Militari.
Il 7 dicembre 1952, dopo 30 anni di onorevole servizio, fu radiata.